# Нугзарі Цурцумія
Нугзарі Цурцумія (груз. ნუგზარი წურწუმია; 25 березня 1997, Хобі, Самегрело-Земо-Сванеті — 3 липня 2024) — грузинський борець греко-римського стилю, чемпіон та бронзовий призер чемпіонатів світу, дворазовий бронзовий призер чемпіонатів Європи.

## Життєпис
Боротьбою почав займатися з 2008 року.
Тренер — Букія Бакуй.
У 2018 році Національний олімпійський комітет Грузії назвав Нугзара Цурцумія відкриттям року. Йому була вручена нагорода — «Олімпійська надія».

## Спортивні результати на міжнародних змаганнях

### Виступи на Чемпіонатах світу
| Змагання                        | Збірна | Вагова категорія                 | Місце  |
| ------------------------------- | ------ | -------------------------------- | ------ |
| Чемпіонат світу з боротьби 2018 | Грузія | греко-римська боротьба, до 55 кг | Бронза |
| Чемпіонат світу з боротьби 2019 | Грузія | греко-римська боротьба, до 55 кг | Золото |
| Чемпіонат світу з боротьби 2021 | Грузія | греко-римська боротьба, до 55 кг | Бронза |
| Чемпіонат світу з боротьби 2022 | Грузія | греко-римська боротьба, до 55 кг | Срібло |

### Виступи на Чемпіонатах Європи
| Змагання                         | Збірна | Вагова категорія                 | Місце  |
| -------------------------------- | ------ | -------------------------------- | ------ |
| Чемпіонат Європи з боротьби 2018 | Грузія | греко-римська боротьба, до 55 кг | Бронза |
| Чемпіонат Європи з боротьби 2019 | Грузія | греко-римська боротьба, до 55 кг | 8      |
| Чемпіонат Європи з боротьби 2020 | Грузія | греко-римська боротьба, до 55 кг | Бронза |
| Чемпіонат Європи з боротьби 2021 | Грузія | греко-римська боротьба, до 55 кг | 7      |
| Чемпіонат Європи з боротьби 2022 | Грузія | греко-римська боротьба, до 55 кг | Срібло |
| Чемпіонат Європи з боротьби 2023 | Грузія | греко-римська боротьба, до 55 кг | Бронза |

### Виступи на Кубках світу
| Змагання                    | Збірна | Вагова категорія | Місце  |
| --------------------------- | ------ | ---------------- | ------ |
| Кубок світу з боротьби 2022 | Грузія | команда          | Бронза |

### Виступи на інших змаганнях
| Змагання                                     | Збірна | Вагова категорія                 | Місце  |
| -------------------------------------------- | ------ | -------------------------------- | ------ |
| Клубний чемпіонат світу з боротьби 2017      | Грузія | команда                          | 4      |
| Київський Міжнародний турнір з боротьби 2018 | Грузія | греко-римська боротьба, до 55 кг | Срібло |
| Гран-прі Німеччини з боротьби 2018           | Грузія | греко-римська боротьба, до 55 кг | Золото |
| Кубок Владислава Пітласинські 2019           | Грузія | греко-римська боротьба, до 55 кг | Золото |
| Grand Prix de France Henri Deglane 2021      | Грузія | греко-римська боротьба, до 55 кг | 4      |
| Київський Міжнародний турнір з боротьби 2021 | Грузія | греко-римська боротьба, до 55 кг | Золото |
| Турнір Дана Колова — Николи Петрова 2022     | Грузія | греко-римська боротьба, до 55 кг | 9      |
| Гран-прі Іспанії з боротьби 2022             | Грузія | греко-римська боротьба, до 60 кг | Золото |
| Турнір Ібрагіма Мустафи 2023                 | Грузія | греко-римська боротьба, до 55 кг | 5      |

### Виступи на змаганнях молодших вікових груп
| Змагання                                       | Збірна | Вагова категорія                   | Місце  |
| ---------------------------------------------- | ------ | ---------------------------------- | ------ |
| Чемпіонат світу з боротьби серед кадетів 2013  | Грузія | греко-римська боротьба, до 42 кг   | 10     |
| Чемпіонат Європи з боротьби серед кадетів 2014 | Грузія | греко-римська боротьба, до 42 кг   | Бронза |
| Чемпіонат Європи з боротьби серед юніорів 2015 | Грузія | греко-римська боротьба, до 50 кг   | Бронза |
| Чемпіонат світу з боротьби серед юніорів 2015  | Грузія | греко-римська боротьба, до 50 кг   | Срібло |
| Чемпіонат Європи з боротьби серед юніорів 2016 | Грузія | греко-римська боротьба, до 50.0 кг | Золото |
| Чемпіонат світу з боротьби серед юніорів 2016  | Грузія | греко-римська боротьба, до 50 кг   | Бронза |
| Чемпіонат Європи з боротьби серед юніорів 2017 | Грузія | греко-римська боротьба, до 55 кг   | Бронза |
| Чемпіонат світу з боротьби серед юніорів 2017  | Грузія | греко-римська боротьба, до 55 кг   | 8      |
| Чемпіонат Європи з боротьби серед молоді 2018  | Грузія | греко-римська боротьба, до 55 кг   | Золото |
| Чемпіонат світу з боротьби серед молоді 2018   | Грузія | греко-римська боротьба, до 55 кг   | Золото |
| Чемпіонат Європи з боротьби серед молоді 2019  | Грузія | греко-римська боротьба, до 55 кг   | Золото |
| Чемпіонат світу з боротьби серед молоді 2019   | Грузія | греко-римська боротьба, до 55 кг   | 13     |